# Polska na Letnich Igrzyskach Olimpijskich 1952
| Występy Polaków na Letnich Igrzyskach Olimpijskich 1952 |     |       |        |      |      |      |      |      |      |        |
| Sportowcy                                               | Lp. | złoto | srebro | brąz | 4 m. | 5 m. | 6 m. | 7 m. | 8 m. | Punkty |
| 123                                                     | 20. | 1     | 2      | 1    | 0    | 4    | 1    | 2    | 2    | 53     |

## Zdobyte medale
| Medale według dni | Medale według dni | Medale według dni | Medale według dni | Medale według dni | Medale według dni | Medale według dni |
| ----------------- | ----------------- | ----------------- | ----------------- | ----------------- | ----------------- | ----------------- |
| Dzień             | Data              |                   |                   |                   |                   |                   |
| Dzień 0           | 19.07             | –                 | –                 | –                 | –                 |                   |
| Dzień 1           | 20.07             | 0                 | 0                 | 0                 | 0                 |                   |
| Dzień 2           | 21.07             | 0                 | 1                 | 0                 | 1                 |                   |
| Dzień 3           | 22.07             | 0                 | 0                 | 0                 | 0                 |                   |
| Dzień 4           | 23.07             | 0                 | 0                 | 1                 | 1                 |                   |
| Dzień 5           | 24.07             | 0                 | 0                 | 0                 | 0                 |                   |
| Dzień 6           | 25.07             | 0                 | 0                 | 0                 | 0                 |                   |
| Dzień 7           | 26.07             | 0                 | 0                 | 0                 | 0                 |                   |
| Dzień 8           | 27.07             | 0                 | 0                 | 0                 | 0                 |                   |
| Dzień 9           | 28.07             | 0                 | 0                 | 0                 | 0                 |                   |
| Dzień 10          | 29.07             | 0                 | 0                 | 0                 | 0                 |                   |
| Dzień 11          | 30.07             | 0                 | 0                 | 0                 | 0                 |                   |
| Dzień 12          | 31.07             | 0                 | 0                 | 0                 | 0                 |                   |
| Dzień 13          | 01.08             | 0                 | 0                 | 0                 | 0                 |                   |
| Dzień 14          | 02.08             | 1                 | 1                 | 0                 | 2                 |                   |
| Dzień 15          | 03.08             | 0                 | 0                 | 0                 | 0                 |                   |

| Medal  | Zawodnik          | Dyscyplina  | Konkurencja     | Rezultat | Data       |
| ------ | ----------------- | ----------- | --------------- | -------- | ---------- |
| Złoto  | Zygmunt Chychła   | Boks        | waga półśrednia | 3-0      | 2 sierpnia |
| Srebro | Jerzy Jokiel      | Gimnastyka  | ćwiczenia wolne | 19,15    | 21 lipca   |
| Srebro | Aleksy Antkiewicz | Boks        | waga lekka      | 1-2      | 2 sierpnia |
| Brąz   | Teodor Kocerka    | Wioślarstwo | jedynka         | 8:19,4   | 23 lipca   |

## Występy Polaków

### Boks
- Henryk Kukier – waga musza, przegrał 1. walkę (2. eliminacja)
- Henryk Niedźwiedzki – waga kogucia, przegrał 2. walkę (2. eliminacja)
- Leszek Drogosz – waga piórkowa, odpadł w ćwierćfinale
- Aleksy Antkiewicz – waga lekka, 2. miejsce (srebrny medal)
- Leszek Kudłacik – waga lekkopółśrednia, przegrał 1. walkę (1. eliminacja)
- Zygmunt Chychła – waga półśrednia, 1. miejsce (złoty medal)
- Jerzy Krawczyk – waga lekkośrednia, przegrał 1. walkę (2. eliminacja)
- Henryk Nowara – waga średnia, przegrał 1. walkę (1. eliminacja)
- Tadeusz Grzelak – waga półciężka, odpadł w ćwierćfinale
- Antoni Gościański – waga ciężka, przegrał 1. walkę (1. eliminacja)

### Gimnastyka sportowa
- Stefania Świerzy – wielobój, 27. miejsce; ćwiczenia wolne, 22. miejsce; równoważnia, 35. miejsce; poręcze, 61.–62. miejsce; skok przez konia, 18.–19. miejsce
- Stefania Reindl – wielobój, 38.–39. miejsce; ćwiczenia wolne, 26.–27. miejsce; równoważnia, 94.–95. miejsce; poręcze, 29.–30. miejsce; skok przez konia, 18.–19. miejsce
- Helena Rakoczy – wielobój, 43. miejsce; ćwiczenia wolne, 18. miejsce; równoważnia, 39.–40. miejsce; poręcze, 104.–105. miejsce; skok przez konia, 7.–8. miejsce
- Zofia Kowalczyk – wielobój, 67. miejsce; ćwiczenia wolne, 51. miejsce; równoważnia, 56.–59. miejsce; poręcze, 78. miejsce; skok przez konia, 93. miejsce
- Honorata Marcińczak – wielobój, 69. miejsce; ćwiczenia wolne, 93. miejsce; równoważnia, 76. miejsce; poręcze, 51.–52. miejsce; skok przez konia, 86.–90. miejsce
- Barbara Wilk – wielobój, 76. miejsce; ćwiczenia wolne, 37. miejsce; równoważnia, 65. miejsce; poręcze, 38.–39. miejsce; skok przez konia, 125. miejsce
- Dorota Horzonek – wielobój, 86. miejsce; ćwiczenia wolne, 77. miejsce; równoważnia, 79.–80. miejsce; poręcze, 112.–113. miejsce; skok przez konia, 79.–80. miejsce
- Urszula Łukomska – wielobój, 123. miejsce; ćwiczenia wolne, 86. miejsce; równoważnia, 132. miejsce; poręcze, 35.–36. miejsce; skok przez konia, 121.–122. miejsce
- Drużyna (Świerzy, Reindl, Rakoczy, Kowalczyk, Marcińczak, Wilk, Horzonek, Łukomska) – wielobój, 8. miejsce; ćwiczenia z przyborami, 14. miejsce
- Szymon Sobala – wielobój, 60. miejsce; ćwiczenia wolne, 55.–58. miejsce; poręcze, 57.–59. miejsce; koń z łękami, 51.–52. miejsce; kółka, 69.–71. miejsce; skok przez konia, 140. miejsce; drążek 63.–65. miejsce
- Paweł Świętek – wielobój, 101.–102. miejsce; ćwiczenia wolne, 66.–68. miejsce; poręcze, 87.–93. miejsce; koń z łękami, 95. miejsce; kółka, 73.–76. miejsce; skok przez konia, 164. miejsce; drążek 148.–149. miejsce
- Paweł Gawron – wielobój, 109. miejsce; ćwiczenia wolne, 119.–120. miejsce; poręcze, 81.–85. miejsce; koń z łękami, 63.–64. miejsce; kółka, 117.–118. miejsce; skok przez konia, 177. miejsce; drążek 79.–82. miejsce
- Zdzisław Lesiński – wielobój, 111. miejsce; ćwiczenia wolne, 105.–106. miejsce; poręcze, 165. miejsce; koń z łękami, 108. miejsce; kółka, 53.–57. miejsce; skok przez konia, 128.–134. miejsce; drążek 127.–128. miejsce
- Paweł Gaca – wielobój, 113 miejsce; ćwiczenia wolne, 89.–91. miejsce; poręcze, 74.–80. miejsce; koń z łękami, 55.–56. miejsce; kółka, 180. miejsce; skok przez konia, 73.–78. miejsce; drążek 67.–69. miejsce
- Jerzy Jokiel – wielobój, 117. miejsce; ćwiczenia wolne, 2.–3. miejsce (srebrny medal) ; poręcze, 116.–117. miejsce; koń z łękami, 158.–159. miejsce; kółka, 131.–135. miejsce; skok przez konia, 153.–155. miejsce; drążek 87.–88. miejsce
- Ryszard Kucjas – wielobój, 118. miejsce; ćwiczenia wolne, 89.–91. miejsce; poręcze, 111-115. miejsce; koń z łękami, 155. miejsce; kółka, 102.–103. miejsce; skok przez konia, 128.–134. miejsce; drążek 119.–120. miejsce
- Jerzy Solarz – wielobój, 148. miejsce; ćwiczenia wolne, 35.–36. miejsce; poręcze, 107.–109. miejsce; koń z łękami, 114.–115. miejsce; kółka, 154.–155. miejsce; skok przez konia, 162.–163. miejsce; drążek 178. miejsce
- Drużyna (Sobala, Świętek, Gawron, Lesiński, Gaca, Jokiel, Kucjas, Solarz) – wielobój 13. miejsce

### Hokej na trawie
- Zdzisław Wojdylak, Bronisław Pawlicki, Jan Małkowiak, Antoni Adamski, Ryszard Marzec, Narcyz Maciaszczyk, Eugeniusz Czajka, Maksymilian Małkowiak, Jan Flinik, Henryk Flinik, Alfons Flinik, Tadeusz Adamski, Jerzy Siankiewicz, Zdzisław Starzyński – 6. miejsce

### Lekkoatletyka
- Elżbieta Bocian – 100 m, odpadła w eliminacjach
- Eulalia Szwajkowska – 200 m, odpadła w półfinale
- Maria Arndt – 200 m, odpadła w eliminacjach
- Genowefa Minicka – 200 m, odpadła w eliminacjach
- Maria Arndt, Maria Ilwicka, Genowefa Minicka, Eulalia Szwajkowska – sztafeta 4 × 100 m, odpadła w eliminacjach
- Elżbieta Duńska – skok w dal, 12. miejsce
- Maria Ilwicka – skok w dal, odpadła w eliminacjach
- Magdalena Breguła – pchnięcie kulą, 10. miejsce
- Elżbieta Krysińska – pchnięcie kulą, odpadła w eliminacjach
- Maria Ciach – rzut oszczepem, 7. miejsce
- Emil Kiszka – 100 m, odpadł w eliminacjach
- Gerard Mach – 200 m, odpadł w ćwierćfinale; 400 m, odpadł w ćwierćfinale
- Roman Budzyński – 200 m, odpadł w ćwierćfinale
- Zdobysław Stawczyk – 200 m, odpadł w ćwierćfinale
- Edmund Potrzebowski – 800 m, odpadł w półfinale; 1500 m, odpadł w eliminacjach
- Roman Korban – 800 m, odpadł w eliminacjach
- Mieczysław Długoborski – 1500 m, odpadł w eliminacjach
- Stefan Lewandowski – 1500 m, odpadł w eliminacjach
- Alojzy Graj – 5000 m, odpadł w eliminacjach
- Winand Osiński – maraton – 47. miejsce
- Jan Kielas – 3000 m z przeszkodami, odpadł w eliminacjach
- Dominik Sucheński, Zygmunt Buhl, Zdobysław Stawczyk, Emil Kiszka – sztafeta 4 × 100 m, odpadła w półfinale
- Zenon Ważny – skok o tyczce, odpadł w eliminacjach
- Henryk Grabowski – skok w dal, odpadł w eliminacjach
- Zygfryd Weinberg – trójskok, 10. miejsce
- Stanisław Kowal – trójskok,odpadł w eliminacjach
- Tadeusz Krzyżanowski – pchnięcie kulą, 10. miejsce
- Janusz Sidło – rzut oszczepem, odpadł w eliminacjach
- Zbigniew Radziwonowicz – rzut oszczepem, odpadł w eliminacjach

### Piłka nożna
- Tomasz Stefaniszyn, Edward Szymkowiak, Władysław Gędłek, Edward Cebula, Hubert Banisz, Kazimierz Kaszuba, Czesław Suszczyk, Józef Mamoń, Zdzisław Bieniek, Kazimierz Trampisz, Jerzy Krasówka, Henryk Alszer, Gerard Cieślik, Jan Wiśniewski, Paweł Sobek – odpadła w 1/8 finału

### Pływanie
- Irena Milnikiel – 100 m stylem grzbietowym, odpadła w eliminacjach (19. czas)
- Aleksandra Mróz – 200 m stylem klasycznym, odpadła w eliminacjach (dyskwalifikacja)
- Gotfryd Gremlowski – 400 m stylem dowolnym, odpadł w półfinale (13. czas); 1500 m stylem dowolnym, odpadł w eliminacjach (10. czas)
- Jerzy Boniecki – 100 m stylem grzbietowym, odpadł w eliminacjach (31. czas)
- Marek Petrusewicz – 200 m stylem klasycznym, odpadł w eliminacjach (19. czas)
- Gotfryd Gremlowski, Antoni Tołkaczewski, Józef Lewicki, Jerzy Boniecki – sztafeta 4 × 200 m stylem dowolnym, odpadła w eliminacjach (13. czas)

### Podnoszenie ciężarów
- Augustyn Dziedzic – waga kogucia, 17. miejsce
- Henryk Skowronek – waga piórkowa, 21. miejsce
- Edward Ścigała – waga lekka, 21. miejsce
- Czesław Białas – waga półciężka, 19. miejsce

### Strzelectwo
- Józef Kiszkurno – rzutki trap, 9. miejsce
- Olgierd Darżynkiewicz – rzutki trap, 20. miejsce

### Szermierka
- Irena Nawrocka – floret, odpadła w 2. eliminacji
- Maria Sołtan – floret, odpadła w 1. eliminacji
- Anna Włodarczyk – floret, odpadła w 1. eliminacji
- Jerzy Pawłowski – floret, odpadł w 2. eliminacji; szabla, odpadł w półfinale
- Jerzy Twardokens – floret, odpadł w 2. eliminacji
- Adam Krajewski – szpada, odpadł w 2. eliminacji
- Andrzej Przeździecki – szpada, odpadł w 2. eliminacji
- Wojciech Rydz – szpada, odpadł w 2. eliminacji
- Zygmunt Grodner, Adam Krajewski, Jan Nawrocki, Andrzej Przeździecki, Wojciech Rydz – szpada, odpadli w eliminacjach
- Leszek Suski – szabla, odpadł w półfinale
- Wojciech Zabłocki – szabla, odpadł w 2. eliminacji
- Zygmunt Pawlas, Jerzy Pawłowski, Leszek Suski, Jerzy Twardokens, Wojciech Zabłocki – szabla, 5.–8. miejsce

### Wioślarstwo
- Teodor Kocerka – jedynki, 3. miejsce (brązowy medal)
- Jan Świątkowski, Stanisław Wieśniak – dwójki bez sternika, odpadli w repasażach
- Czesław Lorenc, Romuald Thomas, Zdzisław Michalski (sternik) – dwójki ze sternikiem, odpadli w repasażach II rundy
- Zbigniew Schwarzer, Edward Schwarzer, Henryk Jagodziński, Zbigniew Żarnowiecki – czwórki bez sternika, 5. miejsce

### Zapasy
- Rudolf Toboła – styl klasyczny, waga kogucia, 12.–15. miejsce
- Ernest Gondzik – styl klasyczny, waga piórkowa, 8.–9. miejsce
- Zbigniew Szajewski – styl klasyczny, waga lekka, 10.–11. miejsce
- Antoni Gołaś – styl klasyczny, waga półśrednia, 13.–18. miejsce
- Jerzy Gryt – styl klasyczny, waga średnia, 9.–11. miejsce